# کاریر (میسیسیپی)
کاریر (به انگلیسی: Carriere) یک منطقهٔ مسکونی در ایالات متحده آمریکا است که در شهرستان پرل ریور، میسیسیپی واقع شده‌است. کاریر ۱۳٬۱۹۸ نفر جمعیت دارد.